# Urla (India)
Urla è una suddivisione dell'India, classificata come census town, di 9.359 abitanti, situata nel distretto di Raipur, nello stato federato del Chhattisgarh. In base al numero di abitanti la città rientra nella classe V (da 5.000 a 9.999 persone).

## Geografia fisica
La città è situata a 21° 18' 39 N e 81° 36' 09 E.

## Società

### Evoluzione demografica
Al censimento del 2001 la popolazione di Urla assommava a 9.359 persone, delle quali 5.142 maschi e 4.217 femmine. I bambini di età inferiore o uguale ai sei anni assommavano a 2.062, dei quali 1.062 maschi e 1.000 femmine. Infine, coloro che erano in grado di saper almeno leggere e scrivere erano 5.118, dei quali 3.405 maschi e 1.713 femmine.